# Враг (фильм, 2023)
«Враг» (англ. Foe) — художественный фильм режиссёра Гарта Дэвиса. В основе сценария одноимённый роман Иэна Рида. Главные роли исполняют Сирша Ронан и Пол Мескал.
Премьера фильма состоялась на Нью-Йоркском кинофестивале 30 сентября 2023 года. В широкий прокат в США фильм вышел 6 октября 2023 года.

## Сюжет
Действие фильма разворачивается в недалёком будущем. Жизнь супружеской пары переворачивается с ног на голову, когда на их ферму прибывает незнакомец и сообщает мужу, что его отправляют на большую космическую станцию, а его жену оставляют в компании другого человека.

## В ролях
- Сирша Ронан — Генриетта
- Пол Мескал — Джуниор
- Аарон Пьер — Терранс

## Производство
В июне 2021 года стало известно, что Гарт Дэвис выступит режиссёром фильма, а также соавтором сценария вместе с автором романа Иэном Ридом. В актёрский состав фильма вошли Сирша Ронан, Пол Мескал и Лакит Стэнфилд. В октябре Стэнфилда заменил Аарон Пьер.
Съёмки начались в Мельбурне в январе 2022 года и завершились в Южной Австралии в апреле 2022 года.
В июле 2021 года кинокомпания Amazon Studios начала переговоры о правах на дистрибуцию фильма.
В августе 2023 года были опубликованы первые кадры из фильма.

## Критика и оценки
На сайте Rotten Tomatoes фильм имеет рейтинг 25 % основанный на 110 отзывах, со средней оценкой 4.7/10. Консенсус критиков гласит: «Пол Мескал и Сирша Ронан выкладываются на полную, но в конечном итоге их подводит неуклюжая научно-фантастическая атрибутика фильма и задумчивые попытки создать психологические острые ощущения».
Люк Гудселл пишет в рецензии для ABC Arts после премьеры фильма в Австралии: «Номинанты на премию „Оскар“ Ронан и Мескал — оба харизматичные, захватывающие исполнители, и они придают Генриетте и Джуниору богатое чувство пережитой любви и ненависти. Но, несмотря на все старания звезд, сценарий Дэвиса и Рида в конечном итоге сводит их старания на нет».